# 69

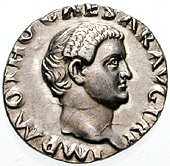
Otho

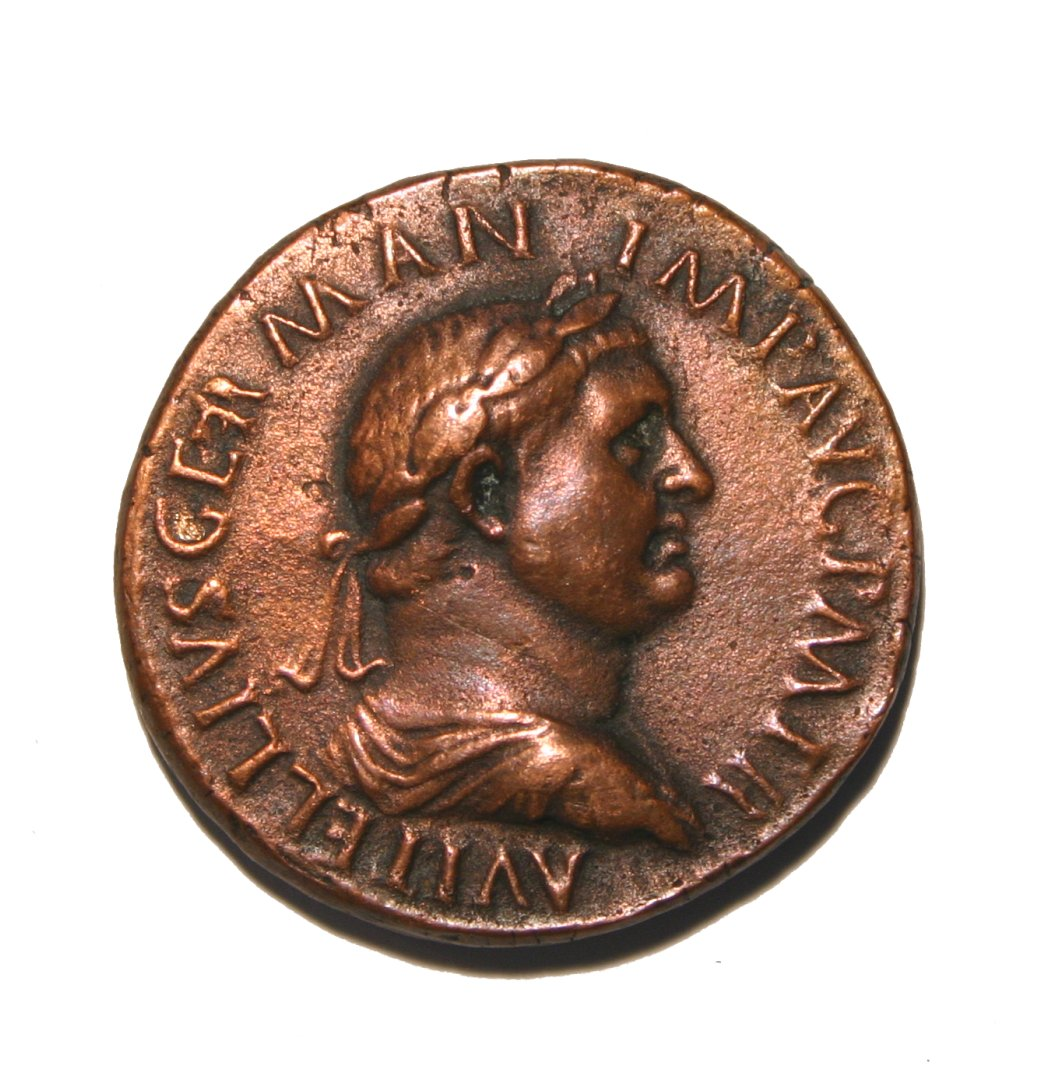
Vitellius

Het jaar 69 is het 69e jaar in de 1e eeuw volgens de christelijke jaartelling.

## Gebeurtenissen
- Het Vierkeizerjaar. In Rome ontstaat na de dood van Nero een machtsvacuüm.

januari
- 1 – In Germania Superior weigeren de legioenen op nieuwjaarsdag in Mogontiacum (Mainz) de eed van trouw aan keizer Galba af te leggen.
- 3 – In Colonia Claudia Ara Agrippinensium (Keulen) roepen de Rijn-legioenen Aulus Vitellius Germanicus uit tot hun keizer.
- 10 – Galba adopteert Lucius Calpurnius Piso Licinianus als toekomstige troonopvolger en benoemt hem tot onderkeizer.
- 15 – Galba wordt op het Forum Romanum door de pretoriaanse garde vermoord. De Senaat erkent Marcus Salvius Otho als keizer.

april
- 14 – Eerste Slag bij Bedriacum: het Romeinse leger (ca. 70.000 man) onder bevel van Vitellius verslaat bij Calvatone de legioenen van Otho.
- 17 – Otho pleegt zelfmoord, Vitellius wordt als princeps (cf. keizer) geïnstalleerd en ontbindt de pretoriaanse garde.

juli
- 1 – Tiberius Julius Alexander roept in Alexandrië met steun van zijn garnizoen Vespasianus uit tot keizer.
- Het Romeinse leger (7 legioenen) in Judea en Syria zweert de eed van trouw af aan Vespasianius.

augustus
- 1 – Bataafse Opstand: de Bataven in Germania Inferior komen onder leiding van Julius Civilis in opstand tegen de Romeinse bezetter.
- De Bataven plunderen de grensforten aan de Rijn; Fectio (Vechten), Laurium (Woerden) en Traiectum (Utrecht) worden verwoest.
- In Moesia en Pannonia erkennen de Donau-legioenen Vespasianus als hun keizer.

september
- 1 – Het Romeinse leger (2 legioenen) onder bevel van Munius Lupercus wordt bij Nijmegen door de Bataven verslagen.
- Civilis belegert Castra Vetera (Xanten) en besluit de Romeinen uit te hongeren. De Rijngrens (Limes) wordt versterkt.

oktober
- 24 – Tweede Slag bij Bedriacum: Vespasianus verslaat in Lombardije de legioenen van Vitellius.
- Marcus Hordeonius Flaccus erkent Vespasianus als keizer en wordt in Novaesium (Neuss) door legionairs vermoord.

december
- 20 december - Familieleden van Vespasianus vluchten in de Tempel van Jupiter Optimus Maximus. Soldaten van Vitellius dringen binnen en doden een aantal van hen, onder wie Flavius Sabinus, de oudere broer van Vespasianus. De tempel gaat in vlammen op.
- 22 – Vitellius wordt in Rome gevangengenomen en bij de "Trap der Zuchten" doodgemarteld.
- Titus Flavius Vespasianus (Augustus) wordt door de Senaat uitgeroepen tot keizer van het Romeinse Keizerrijk.

## Geboren
- Gaius Suetonius Tranquillus, Romeins ambtenaar en historicus (overleden 140)
- Polycarpus, bisschop en martelaar van Smyrna (overleden 156)

## Overleden
- 15 januari – Servius Sulpicius Galba (72), keizer van het Romeinse Keizerrijk
- 17 april – Marcus Salvius Otho (36), keizer van het Romeinse Keizerrijk
- 22 december – Aulus Vitellius Germanicus (54), keizer van het Romeinse Keizerrijk
- Lucceius Albinus, procurator van Mauretania Caesariensis (ter dood gebracht op last van Vitellius)
- Lucius Calpurnius Piso Licinianus (31), onderkeizer van Rome
- Marcus Hordeonius Flaccus, Romeins consul en veldheer
- Titus Vinius (57), Romeins consul en veldheer